# Hi-Ho/Good Bye
A Hi-Ho/Good Bye hide japán gitáros és énekes hetedik szóló kislemeze, és a harmadik a Psyence című albumról, egyben az előadó egyetlen dupla A-oldalas kislemeze. 1996. december 18-án jelent meg. A kislemez 8. helyezett volt az Oricon slágerlistáján.
2010. április 28-án hanglemez formátumban is megjelent.

## Számlista
Az összes szám szerzője hide. 
| #  | Cím                                    | Hossz |
| -- | -------------------------------------- | ----- |
| 1. | Hi-Ho                                  | 5:46  |
| 2. | Beauty & Stupid Tokyo Ska Version      | 4:04  |
| 3. | Pose (élő felvétel, 1996. október 20.) | 5:00  |
| 4. | Good Bye                               | 3:59  |